# Giornale de’ Letterati

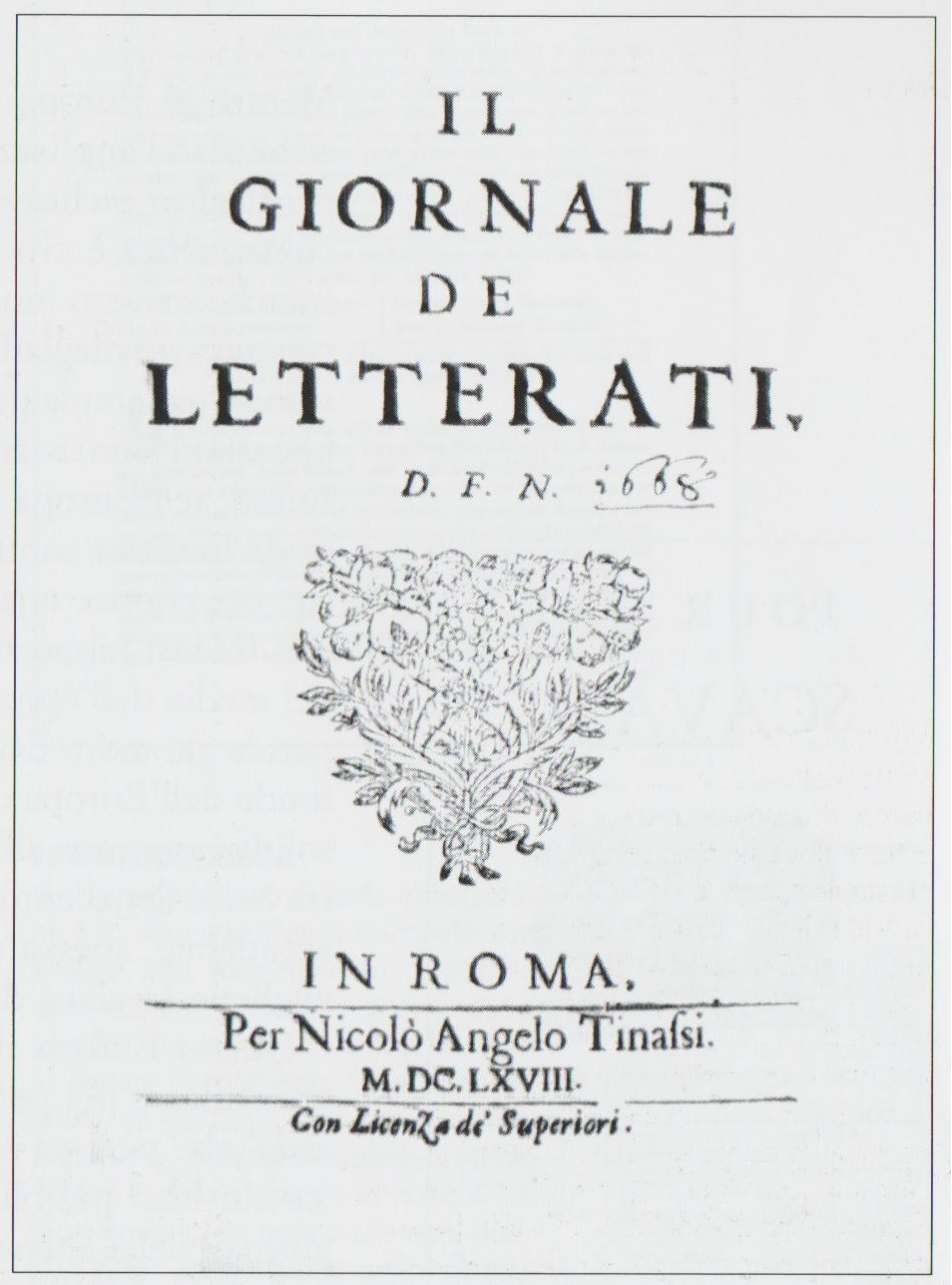
Titelblatt der Giornale de’ Letterati

Giornale de’ Letterati (Zeitschrift der Schriftsteller) war eine Zeitschrift, die ab 1668 in Rom herausgegeben wurde. Der Priester Francesco Nazzari (1638–1714) hatte sie als Vierteljahresschrift gegründet. Ab 1675 erschien sie in zwei Versionen, beide in Rom unter dem gleichen Titel:
- Als Vierteljahresschrift wurde sie 1675–1679 von Giacomo Mascardi veröffentlicht, herausgegeben von Nazzari.
- Als monatliche Veröffentlichung wurde sie von Nicolò Angelo Tinassi fortgeführt, herausgegeben von Giovanni Giustino Ciampini von 1675 bis 1681 und vom Priester Francesco Maria Vettori von 1681 bis 1683.

Nach dem Vorbild der Giornale de’ Letterati im 17. Jahrhundert gaben die Brüder Pagliarini 1742–1759 in Rom die gleichnamige Zeitschrift heraus, eine der wichtigsten Inspirationsquellen für Giovanni Gaetano Bottari, ein italienischer Gelehrter.

## Geschichte
Giornale de’ Letterati war eine der ältesten Zeitschriften Italiens und die erste italienische Zeitschrift, die sich auf Bücher spezialisierte. Diese erste Ausgabe wurde am 28. Januar 1668 von Nicolò Angelo Tinassi veröffentlicht. Die Zeitschrift wurde von einer Gruppe römischer Gelehrter gegründet, darunter Michelangelo Ricci, Salvatore Serra, Francesco Nazzari und Giovanni Giustino Ciampini. Die Idee dazu hatten die Gründer aus dem französischen Journal des sçavans und den englischen Philosophical Transactions of the Royal Society, die beide 1665 zu den bekanntesten Publikationen im Europa wurden. Zu den Mitarbeitern von Giornale gehörten mehrere wichtige kulturelle Persönlichkeiten Italiens zu dieser Zeit: Michelangelo Ricci, Giovanni Giustino Ciampini, Francesco Serra, Giovanni Luci, Tommaso de’ Giuli und Giovanni Patrizi.
Das Magazin enthielt Besprechungen der wichtigsten im Ausland erschienenen Publikationen. Die Mitarbeiter verpflichteten sich, Zusammenfassungen von Werken zu schreiben, die in europäischen Fremdsprachen veröffentlicht wurden. Die Arbeit wurde hauptsächlich von zwei Männern geleitet:
- Francesco Nazzari, Professor an der Universität La Sapienza und Leiter der Druckerei Propaganda Fide am Collegio Romano, 1670–1712, der für französische Nachrichten zuständig war;
- Salvatore Serra, ein Priester, ein Beamter von Kardinal Carlo Pio, der in anderen Sprachen veröffentlichte Werke kritisierte. Da Serra bei Kardinal Carlo Pio di Savoia dem Jüngeren angestellt war, wurden fast alle Artikel tatsächlich von Nazzari geschrieben.

Mit Unterstützung von Benedetto Carrara ging er von Tinassis Druckerei zu Giacomo Mascardi.

## Tinassi Giornale
Nicolò Tinassi lieferte Giornale de’ Letterati unter Giovanni Giustino Ciampini weiter aus. Daher wurden in der Folge zwei gleichnamige Zeitschriften in Rom herausgegeben.
Giornale de’ Letterati, gedruckt von Tinassi, wurde bis 1683 veröffentlicht. Von 1675 bis 1681 wurde es von Ciampini herausgegeben, ab 1681 von Francesco Maria Vettori. Ciampinis Zeitschrift veröffentlichte häufig Berichte über innovative wissenschaftliche Experimente der Jesuiten am Collegio Romano. Artikel in den Geisteswissenschaften und der Literatur behandelten die Geschichte, insbesondere die mittelalterliche und neuzeitliche Geschichte. Neben Berichten über technische Erfindungen und wissenschaftliche Entdeckungen gab es auch Berichte aus Nordeuropa (Deutschland und Niederlande) und England.

## Nazzari Giornale
Unter Nazzari trat Giornale de’ Letterati bis 1679 in Carrara auf. 1686 begann Benedetto Bacchini mit der Herausgabe der gleichnamigen Zeitschrift in Parma.